# حارة بير البهمة (صنعاء)
حارة بير البهمة هي إحدى حارات حي بير العزب بمديرية التحرير إحد مديريات العاصمة اليمنية صنعاء، بلغ تعداد سكانها 892 نسمة حسب تعداد اليمن لعام 2004.